# Павел III Брешианский
Павел III (лат. Paulus III; умер в начале VII века) — епископ Брешиа в конце VI — начале VII века; местночтимый святой, почитаемый в Католической церкви (день памяти — 7 февраля).

## Биография
В списках глав Брешианской епархии святой Павел III упоминается как преемник Доминатора и предшественник Патерия. Предполагается, что он мог получить епископскую кафедру в городе Брешиа на рубеже VI и VII веков. Вероятно, он был епископом очень непродолжительное время, так как его второй преемник Анастасий стал епископом в 604 году.
О деяниях Павла III как главы Брешианской епархии почти ничего не известно. Предполагается, что как и бо́льшая часть итальянских иерархов того времени, он был вовлечён в споры о Трёх главах. Некоторые историки отождествляют Павла III с одним из трёх неназванных по именам итальянских прелатов, которые отказались подписать осуждение сторонников Трёх глав, на чём настаивал их митрополит Констанций Миланский. Предполагается, что это решение епископа Брешиа было вызвано не его приверженностью к схизме, а нежеланием усугублять раскол среди христиан Северной Италии. Также при епископе Павле III некий Бертициан подкупом попытался получить сан епископа Брешиа, но не преуспел в этом.
Датой смерти Павла III средневековые мартирологи называют 7 февраля. Вероятно, что после кончины он был похоронен в базилике Сан-Андреа-де-Ребуффоне, но затем его останки были перенесены в церковь Сан-Стефано-ин-Арсе. Здесь же были похоронены и другие святые брешианские епископы: Доминатор, Анастасий и Доминик. 1 ноября 1581 года мощи этих святых были перевезены в церковь Сан-Пьетро-де-Дом, а 16 февраля 1604 года — в старый кафедральный собор Брешиа. В последнем из храмов они находятся до сих пор.
Также как и все главы Брешианской епархии III—VII веков от Анатолия до Деусдедита, ещё в средневековье Павел III был причислен к местночтимым святым. Основные торжества в его память проходят в Брешиа 7 февраля (в день смерти святого). В епархии 16 февраля и 1 ноября также отмечаются и дни перенесения мощей Павла III.